# Lim Teck Pan
Lim Teck Pan (ur. w 1938, zm. w latach 70. XX wieku w Kuala Lumpur) – singapurski piłkarz wodny, olimpijczyk.
W 1956 roku wystąpił w piłce wodnej na igrzyskach w Melbourne. Był rezerwowym bramkarzem. Zagrał wyłącznie w jednym ze spotkań rundy klasyfikacyjnej o miejsca 7–10 (przeciwko Rumunom). Singapurczycy przegrali wszystkie spotkania i zajęli ostatnie 10. miejsce.
Złoty medalista Igrzysk Azji Południowo-Wschodniej 1965. Z zawodu był mechanikiem. Mieszkał w Kuala Lumpur, gdzie zmarł w latach 70. XX wieku.